# Ž.B.K. Spartak Moskovskaja oblast' 2007-2008
Questa voce raccoglie le informazioni riguardanti la Ž.B.K. Spartak Moskovskaja oblast' nelle competizioni ufficiali della stagione 2007-2008.

## Stagione
Nell'annata 2007-2008 la Ž.B.K. Spartak Moskovskaja oblast' vinse il campionato russo e l'Eurolega femminile battendo le ceche del Gambrinus Brno per 75-60.

## Roster
Fonte: FIBA Europe.
|    | Naz.                   | Ruolo | Sportivo            | Anno | Alt. |  |  |
| -- | ---------------------- | ----- | ------------------- | ---- | ---- |  |  |
|    | Russia (bandiera)      | P     | Ekaterina Demagina  | 1982 | 178  |  |  |
|    | Russia (bandiera)      | A     | Elena Pavlova       | 1989 | 185  |  |  |
|    | Russia (bandiera)      | G     | Anna Petrakova      | 1984 | 188  |  |  |
|    | Russia (bandiera)      | C     | Natal'ja Vieru      | 1989 | 196  |  |  |
| 4  | Stati Uniti (bandiera) | G     | Kelly Miller        | 1978 | 178  |  |  |
| 5  | Russia (bandiera)      | G     | Marina Karpunina    | 1984 | 178  |  |  |
| 6  | Croazia (bandiera)     | A     | Vedrana Grgin       | 1975 | 188  |  |  |
| 7  | Stati Uniti (bandiera) | A     | Tina Thompson       | 1975 | 187  |  |  |
| 8  | Russia (bandiera)      | P     | Anastasia Anderson  | 1986 | 174  |  |  |
| 9  | Russia (bandiera)      | C     | Tat'jana Šč'egoleva | 1982 | 192  |  |  |
| 10 | Stati Uniti (bandiera) | P     | Sue Bird            | 1980 | 175  |  |  |
| 11 | Stati Uniti (bandiera) | G     | Kelly Mazzante      | 1982 | 180  |  |  |
| 12 | Russia (bandiera)      | AC    | Irina Osipova       | 1981 | 197  |  |  |
| 13 | Stati Uniti (bandiera) | G     | Diana Taurasi       | 1982 | 182  |  |  |
| 14 | Serbia (bandiera)      | C     | Ivana Matović       | 1983 | 197  |  |  |
| 15 | Australia (bandiera)   | AC    | Lauren Jackson      | 1981 | 195  |  |  |